# Psilocharis aenigma
Psilocharis aenigma är en stekelart som beskrevs av John M. Heraty 1994. Psilocharis aenigma ingår i släktet Psilocharis och familjen Eucharitidae.
Artens utbredningsområde är Madagaskar. Inga underarter finns listade i Catalogue of Life.